# Klaus Schaper
Klaus Schaper (* 1947 in Gelsenkirchen) war bis 2010 wissenschaftlicher Mitarbeiter an der Fakultät für Sozialwissenschaft der Ruhr-Universität Bochum.
Klaus Schaper lehrte Sozialpolitik und Sozialökonomik an der Ruhr-Universität. Seine fachwissenschaftlichen Publikationen haben sich als Standardlehrwerke etabliert. Er gilt im Bereich der Sozialökonomik als Verfechter des (Post-)Keynesianismus und als scharfer Kritiker des gegenwärtigen neoliberalen Mainstreams. Er steht der Lehre des US-amerikanischen Nobelpreisträgers Paul Krugman nahe.

## Schriften
- Mit Lothar F. Neumann: Die Sozialordnung der Bundesrepublik Deutschland. Campus Verlag, 5. Neuauflage 2008, ISBN 978-3-593-38606-5
- Makroökonomie. Ein Lehrbuch für Sozialwissenschaftler. Campus Verlag, 2001, ISBN 3-593-36733-5
- Kollektivgutprobleme einer bedarfsgerechten Inanspruchnahme medizinischer Leistungen. Haag & Herchen, 1978, ISBN 3-88129-127-X